# Mistrovství světa ve fotbale hráčů do 17 let 1991
Mistrovství světa ve fotbale hráčů do 17 let 1991 bylo čtvrtým ročníkem tohoto turnaje a zároveň prvním po změně věkového limitu z 16 na 17 let. Vítězem se stala ghanská fotbalová reprezentace do 17 let.

## Kvalifikace
Na turnaj se kvalifikovaly nejlepší týmy z jednotlivých kontinentálních mistrovství.
| - Afrika (CAF) - Konžská republika - Ghana - Súdán - Asie (AFC) - Čína - Katar - SAE - Severní, Střední Amerika a Karibik (CONCACAF) - Kuba - Mexiko - USA - Jižní Amerika (CONMEBOL) - Argentina - Brazílie - Uruguay |  | - Evropa (UEFA) - Německo - Španělsko - Oceánie (OFC) - Austrálie - Hostitel - Itálie |

## Základní skupiny

### Skupina A
| Tým       | B | Z | V | R | P | VG | IG | +/- |
| --------- | - | - | - | - | - | -- | -- | --- |
| USA       | 9 | 3 | 3 | 0 | 0 | 5  | 1  | 4   |
| Argentina | 4 | 3 | 1 | 1 | 1 | 2  | 2  | 0   |
| Itálie    | 2 | 3 | 0 | 2 | 1 | 2  | 3  | -1  |
| Čína      | 1 | 3 | 0 | 1 | 2 | 4  | 7  | -3  |

| 16. srpna 1991 18:00 |     |           |                                                              |
| Itálie               | 0:1 | USA       | Montecatini diváci: 3 200 rozhodčí: Ulisses Tavares da Silva |
|                      |     | Dunne 18' | Montecatini diváci: 3 200 rozhodčí: Ulisses Tavares da Silva |

| 17. srpna 1991 21:00 |     |                                   |                                              |
| Čína                 | 1:2 | Argentina                         | Viareggio diváci: 350 rozhodčí: Leif Sundell |
| Gao Fei 58'          |     | Verón 50' Castellani 77' ((pen.)) | Viareggio diváci: 350 rozhodčí: Leif Sundell |

| 20. srpna 1991 18:00      |     |                           |                                                               |
| Itálie                    | 2:2 | Čína                      | Viareggio diváci: 1 200 rozhodčí: Miguel Angel Salas Castillo |
| Del Piero 30' Giraldi 67' |     | Yu Liang 14' Yu Huang 73' | Viareggio diváci: 1 200 rozhodčí: Miguel Angel Salas Castillo |

| 20. srpna 1991 20:00 |     |           |                                                      |
| USA                  | 1:0 | Argentina | Viareggio diváci: 1 200 rozhodčí: Rachid Ben Khedija |
| McKeon 23'           |     |           | Viareggio diváci: 1 200 rozhodčí: Rachid Ben Khedija |

| 22. srpna 1991 18:00 |     |           |                                                  |
| Itálie               | 0:0 | Argentina | Viareggio diváci: 2 000 rozhodčí: Philippe Leduc |
|                      |     |           | Viareggio diváci: 2 000 rozhodčí: Philippe Leduc |

| 22. srpna 1991 20:00              |     |             |                                               |
| USA                               | 3:1 | Čína        | Viareggio diváci: 2 000 rozhodčí: Nizar Watti |
| Beachum 6' Montoya 37' McKeon 71' |     | Gao Fei 32' | Viareggio diváci: 2 000 rozhodčí: Nizar Watti |

### Skupina B
| Tým               | B | Z | V | R | P | VG | IG | +/- |
| ----------------- | - | - | - | - | - | -- | -- | --- |
| Austrálie         | 6 | 3 | 2 | 0 | 1 | 6  | 4  | 2   |
| Katar             | 4 | 3 | 1 | 1 | 1 | 1  | 1  | 0   |
| Konžská republika | 4 | 3 | 1 | 1 | 1 | 2  | 3  | -1  |
| Mexiko            | 3 | 3 | 1 | 0 | 2 | 5  | 6  | -1  |

| 17. srpna 1991 21:00 |     |       |                                                            |
| Konžská republika    | 0:0 | Katar | Carrara diváci: 600 rozhodčí: Jorge Osvaldo Orellana Vimos |
|                      |     |       | Carrara diváci: 600 rozhodčí: Jorge Osvaldo Orellana Vimos |

| 18. srpna 1991 21:00                 |     |                             |                                             |
| Austrálie                            | 4:3 | Mexiko                      | Carrara diváci: 500 rozhodčí: Lim Kee Chong |
| Agostino 5', 28', 29' Kiratzoglu 17' |     | Garza 25' Toledano 69', 74' | Carrara diváci: 500 rozhodčí: Lim Kee Chong |

| 20. srpna 1991 19:00 |     |                           |                                                         |
| Konžská republika    | 0:2 | Austrálie                 | Carrara diváci: 200 rozhodčí: Letchmanasamy Kathirveloo |
|                      |     | Healey 63' Kiratzoglu 74' | Carrara diváci: 200 rozhodčí: Letchmanasamy Kathirveloo |

| 20. srpna 1991 21:00 |     |             |                                                      |
| Katar                | 0:1 | Mexiko      | Carrara diváci: 200 rozhodčí: Sabino Farina Cespedes |
|                      |     | Toledano 5' | Carrara diváci: 200 rozhodčí: Sabino Farina Cespedes |

| 22. srpna 1991 19:00    |     |            |                                                  |
| Konžská republika       | 2:1 | Mexiko     | Carrara diváci: 400 rozhodčí: Mario van der Ende |
| Kibiti 17' Tchicaya 31' |     | García 71' | Carrara diváci: 400 rozhodčí: Mario van der Ende |

| 22. srpna 1991 21:00 |     |           |                                         |
| Katar                | 1:0 | Austrálie | Carrara diváci: 400 rozhodčí: Juan Bava |
| Al Tamimi 76'        |     |           | Carrara diváci: 400 rozhodčí: Juan Bava |

### Skupina C
| Tým      | B | Z | V | R | P | VG | IG | +/- |
| -------- | - | - | - | - | - | -- | -- | --- |
| Brazílie | 9 | 3 | 3 | 0 | 0 | 7  | 0  | 7   |
| Německo  | 4 | 3 | 1 | 1 | 1 | 5  | 5  | 0   |
| Súdán    | 3 | 3 | 1 | 0 | 2 | 5  | 5  | 0   |
| SAE      | 1 | 3 | 0 | 1 | 2 | 3  | 10 | -7  |

| 17. srpna 1991 21:00                          |     |             |                                               |
| Súdán                                         | 4:1 | SAE         | Massa diváci: 250 rozhodčí: Arlington Success |
| Saeed 34' Hussein 36' Ahmed 37' Elmustafa 47' |     | Mohamed 59' | Massa diváci: 250 rozhodčí: Arlington Success |

| 18. srpna 1991 19:00 |     |                       |                                          |
| Německo              | 0:2 | Brazílie              | Massa diváci: 800 rozhodčí: Fabio Baldas |
|                      |     | Argel 18' Adriano 39' | Massa diváci: 800 rozhodčí: Fabio Baldas |

| 20. srpna 1991 19:00 |     |                           |                                              |
| Súdán                | 1:3 | Německo                   | Massa diváci: 200 rozhodčí: Angelo Amendolia |
| Ahmed 78'            |     | Sarna 48' Jaekel 62', 75' | Massa diváci: 200 rozhodčí: Angelo Amendolia |

| 20. srpna 1991 21:00 |     |                                   |                                          |
| SAE                  | 0:4 | Brazílie                          | Massa diváci: 200 rozhodčí: Jan Damgaard |
|                      |     | Yan 20' Nene 26' Adriano 58', 62' | Massa diváci: 200 rozhodčí: Jan Damgaard |

| 22. srpna 1991 19:00 |     |             |                                              |
| Súdán                | 0:1 | Brazílie    | Massa diváci: 500 rozhodčí: Angelo Amendolia |
|                      |     | Adriano 73' | Massa diváci: 500 rozhodčí: Angelo Amendolia |

| 22. srpna 1991 21:00               |     |                   |                                                          |
| SAE                                | 2:2 | Německo           | Massa diváci: 500 rozhodčí: Jorge Osvaldo Orellana Vimos |
| Abdulrahman 12' (pen.) Ibrahim 44' |     | Lutz 8' Sarna 51' | Massa diváci: 500 rozhodčí: Jorge Osvaldo Orellana Vimos |

### Skupina D
| Tým       | B | Z | V | R | P | VG | IG | +/- |
| --------- | - | - | - | - | - | -- | -- | --- |
| Španělsko | 7 | 3 | 2 | 1 | 0 | 9  | 3  | 6   |
| Ghana     | 7 | 3 | 2 | 1 | 0 | 5  | 2  | 3   |
| Uruguay   | 3 | 3 | 1 | 0 | 2 | 1  | 3  | -2  |
| Kuba      | 0 | 3 | 0 | 0 | 3 | 3  | 10 | -7  |

| 17. srpna 1991 21:00   |     |             |                                                 |
| Ghana                  | 2:1 | Kuba        | Livorno diváci: 1 500 rozhodčí: Omar Al Mehanna |
| Lamptey 8', 51' (pen.) |     | Sánchez 26' | Livorno diváci: 1 500 rozhodčí: Omar Al Mehanna |

| 18. srpna 1991 21:00 |     |           |                                             |
| Uruguay              | 0:1 | Španělsko | Livorno diváci: 1 400 rozhodčí: Nizar Watti |
|                      |     | Dani 64'  | Livorno diváci: 1 400 rozhodčí: Nizar Watti |

| 20. srpna 1991 19:00  |     |         |                                              |
| Ghana                 | 2:0 | Uruguay | Livorno diváci: 1 300 rozhodčí: Errol Forbes |
| Gargo 36' Lamptey 52' |     |         | Livorno diváci: 1 300 rozhodčí: Errol Forbes |

| 20. srpna 1991 21:00     |     |                                                                                         |                                              |
| Kuba                     | 2:7 | Španělsko                                                                               | Livorno diváci: 1 300 rozhodčí: Fabio Baldas |
| Marten 56' Casamayor 66' |     | Robaina 5', 23' Emilio Carrasco 13' Murgui 43' Pedro Velasco 52' Palacios 58' Ramón 74' | Livorno diváci: 1 300 rozhodčí: Fabio Baldas |

| 22. srpna 1991 19:00 |     |            |                                                          |
| Ghana                | 1:1 | Španělsko  | Livorno diváci: 1 300 rozhodčí: Ulisses Tavares da Silva |
| Opoku 42'            |     | Gálvez 62' | Livorno diváci: 1 300 rozhodčí: Ulisses Tavares da Silva |

| 22. srpna 1991 21:00 |     |           |                                               |
| Kuba                 | 0:1 | Uruguay   | Livorno diváci: 1 300 rozhodčí: Lim Kee Chong |
|                      |     | López 72' | Livorno diváci: 1 300 rozhodčí: Lim Kee Chong |

## Play off

### Čtvrtfinále
| 25. srpna 1991 18:00 |                         |        |                                                                  |
| USA                  | 1:1 (prodl.) (4:5 pen.) | Katar  | Montecatini diváci: 2 000 rozhodčí: Jorge Osvaldo Orellana Vimos |
| Kelly 3'             |                         | Bu 14' | Montecatini diváci: 2 000 rozhodčí: Jorge Osvaldo Orellana Vimos |

| 25. srpna 1991 21:00 |     |                   |                                                |
| Austrálie            | 1:2 | Argentina         | Viareggio diváci: 1 100 rozhodčí: Fabio Valdas |
| Azconzobal 75' (vl.) |     | Comelles 29', 55' | Viareggio diváci: 1 100 rozhodčí: Fabio Valdas |

| 25. srpna 1991 21:00 |     |                       |                                              |
| Brazílie             | 1:2 | Ghana                 | Carrara diváci: 1 200 rozhodčí: Leif Sundell |
| Leandro 42'          |     | Lamptey 36' Gargo 58' | Carrara diváci: 1 200 rozhodčí: Leif Sundell |

| 25. srpna 1991 21:00                    |     |            |                                             |
| Španělsko                               | 3:1 | Německo    | Livorno diváci: 1 100 rozhodčí: Nizar Watti |
| Murgui 59' Robaina 72' Josemi López 80' |     | Babatz 15' | Livorno diváci: 1 100 rozhodčí: Nizar Watti |

### Semifinále
| 28. srpna 1991 18:00 |                         |       |                                                |
| Katar                | 0:0 (prodl.) (2:4 pen.) | Ghana | Viareggio diváci: 1 200 rozhodčí: Fabio Baldas |
|                      |                         |       | Viareggio diváci: 1 200 rozhodčí: Fabio Baldas |

| 28. srpna 1991 21:00 |     |            |                                            |
| Argentina            | 0:1 | Španělsko  | Massa diváci: 1 100 rozhodčí: Jan Damgaard |
|                      |     | Murgui 22' | Massa diváci: 1 100 rozhodčí: Jan Damgaard |

### O 3. místo
| 30. srpna 1991 18:00 |                         |              |                                                        |
| Katar                | 1:1 (prodl.) (1:4 pen.) | Argentina    | Montecatini diváci: 1 500 rozhodčí: Mario van der Ende |
| Al Bedaid 60'        |                         | Akselman 80' | Montecatini diváci: 1 500 rozhodčí: Mario van der Ende |

### Finále
| 31. srpna 1991 18:00 |     |           |                                                |
| Ghana                | 1:0 | Španělsko | Florencie diváci: 5 000 rozhodčí: Leif Sundell |
| Duah 77'             |     |           | Florencie diváci: 5 000 rozhodčí: Leif Sundell |